# جوني ديفيد هاتشينز
جوني ديفيد هاتشينز (بالإنجليزية: Johnnie David Hutchins)‏ هو عسكري أمريكي، ولد في 4 أغسطس 1922 في فايمار في الولايات المتحدة، وتوفي في 4 سبتمبر 1943 في لاي في بابوا غينيا الجديدة.